# Mylabris splendidula
Mylabris splendidula is een keversoort uit de familie van oliekevers (Meloidae). De wetenschappelijke naam van de soort is voor het eerst geldig gepubliceerd in 1781 door Pallas.